# Conus cardinalis
Espèce
Statut de conservation UICN

 NT  : Quasi menacé
Conus cardinalis est une espèce de mollusques gastéropodes marins de la famille des Conidae.
Comme toutes les espèces du genre Conus, ces escargots sont prédateurs et venimeux. Ils sont capables de « piquer » les humains et doivent donc être manipulés avec précaution, voire pas du tout.

## Distribution
Cette espèce est présente dans la Mer des Caraïbes (Guadeloupe) et dans le Golfe du Mexique.

### Niveau de risque d’extinction de l’espèce
Selon l'analyse de l'UICN réalisée en 2011 pour la définition du niveau de risque d'extinction, cette espèce est très fragmentée à Hispaniola et peut-être en Jamaïque. On ne la trouve qu'à quelques endroits dont l'île Gonave, en Haïti, où elle est menacée par la pollution, la surpêche et la destruction des récifs par la pêche à l'explosif et l'accumulation de sédiments. Elle est très rare sur le marché. Cette espèce est inscrite dans la catégorie "Quasi menacée", répondant presque à la condition B2ab(iii).

## Taxonomie

### Publication originale
L'espèce Conus cardinalis a été décrite pour la première fois en 1792 par le conchyliologiste danois Christian Hee Hwass (1731-1803) dans la publication intitulée « Encyclopédie méthodique ou par ordre de matières Histoire naturelle des vers - volume 1 » écrite par le naturaliste français Jean-Guillaume Bruguière (1750-1798),.

### Synonymes
- Conus (Dauciconus) cardinalis Hwass, 1792 · appellation alternative
- Conus exquisitus G. B. Sowerby III, 1887 · non accepté
- Conus lubeckianus Bernardi, 1861 · non accepté
- Conus mayaguensis Nowell-Usticke, 1968 · non accepté
- Conus speciosus G. B. Sowerby II, 1857 · non accepté
- Purpuriconus cardinalis (Hwass, 1792) · non accepté
- Purpuriconus mayaguensis (Nowell-Usticke, 1968) · non accepté

## Identifiants taxonomiques
Chaque taxon catalogué par les bases de données biologiques et taxonomiques possède un identifiant qui permet d'établir un point de référence. Les identifiants de Conus cardinalis dans les principales bases sont les suivants :
CoL : XX4G - GBIF : 5193170 - iNaturalist : 431897 - IRMNG : 10769319 - NCBI : 605839 - SeaLifeBase : 75329 - TAXREF : 6329 - UICN : 192871 - WoRMS : 426444